# بريان نيفن
بريان نيفن (بالإنجليزية: Bryan Niven)‏ هو مصور أمريكي، ولد في 21 أبريل 1979 في بروفو في الولايات المتحدة.